# يسروع

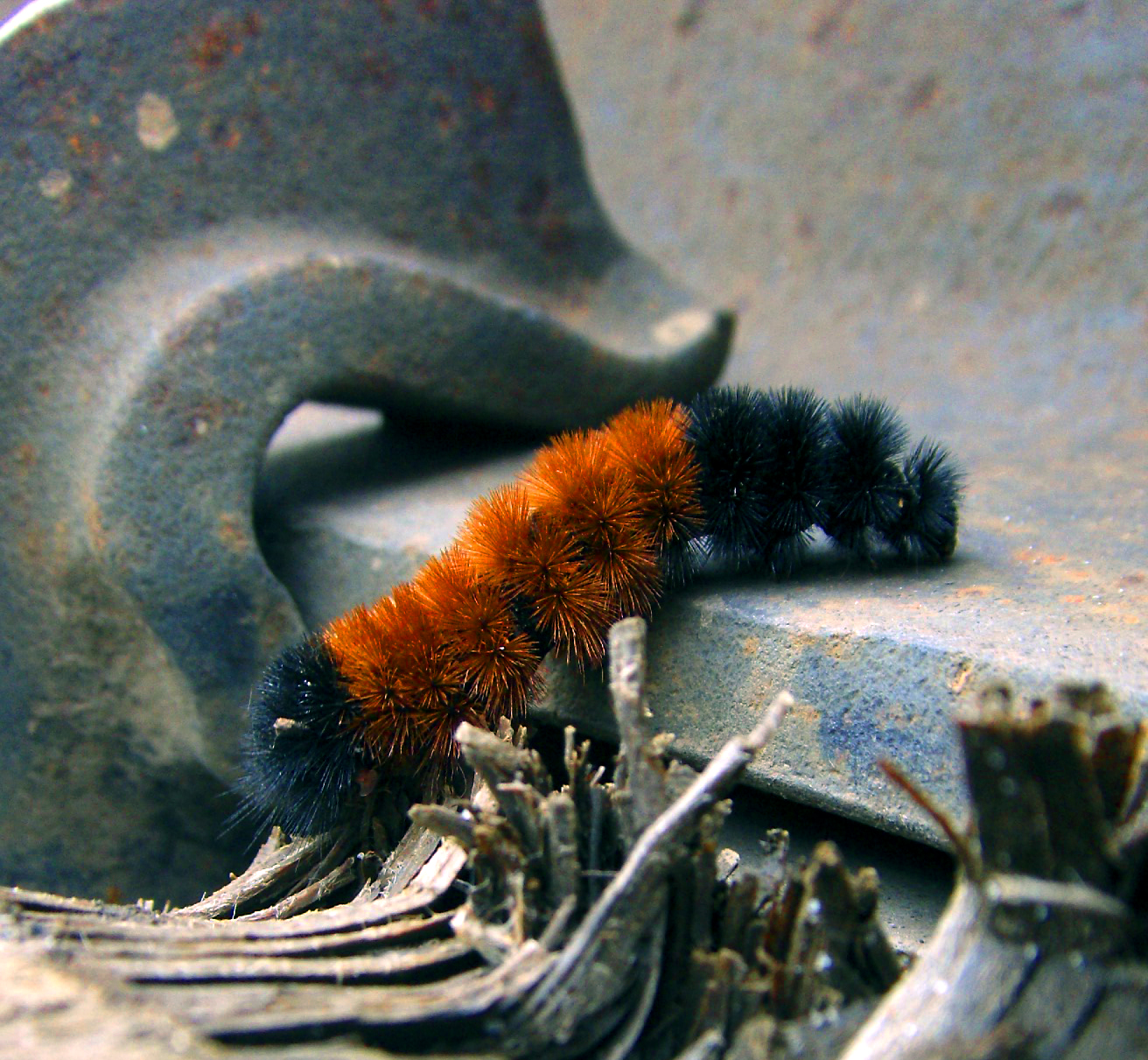
يرقة Pyrrharctia isabella

اليُسْروع أو الأُسروع أو السُرْفَة أو يرقة هي المرحلة اليرقية أي الثانية من مراحل حياة الفراشة. فعندما تفقس الفراشة بيضها تظهر دودة صغيرة وتبدأ في الدّبيب والأكل. وينمو اليسروع إلا أن جلده ـ خلافاً لمعظم الحيوانات ـ لا ينمو معه، وسرعان ما يصبح ضاغطاً بشدة، ثم يبدأ اليسروع في الاستعداد للتّخلُّص منه. يظهر شق في الجزء الأعلى بالقرب من نهاية الرأس ثم يَنْسَلّ اليسروع من جلده. ويظهر جلد ناعم جديد تحت الجلد القديم، وخلال أيام يبلى ذلك الجلد أيضاً ويكرر اليسروع نفس العمليّة مرات ومرات. ويظل اليسروع في تلك المرحلة الثانية من تطوّره من أسبوعين لأربعة أسابيع في المناطق الحارة، أما في المناطق شديدة البرودة فيستمر اليسروع في ذلك الطّور من عامين إلى ثلاثة أعوام لينتقل من البيضة إلى طور التالي للفراشة وهي الخادرة.

## تركيبه
يتميز اليسروع بثلاث عشرة حلقة بخلاف الرّأس، يلتصق بكلِّ حلقة من الحلقات الثلاثة الأولى زوج من أرجل خماسية المفاصل وتتطّور في وقت لاحقٍ لتصبح أرجلاً للحشرة الكاملة. في رأس اليسروع ست عيون بسيطة على كل جانب، ويتحسس طريقه بوساطة قرني استشعار مُتصلين. ويكون الجسم عادة عاريًا أو مغطى بشعر أو أشواك.

## دفاعه
لبعض اليساريع غدد تفرز سائلاً كريهاً، وبعضها له رائحة مُقزّزة تنفِّر الطيور والحيوانات الأخرى من أكلها. وتُغطي الأشواك أجسام بعض اليساريع، وتفرز سائلاً لاسعاً إذا ما تكسَّرت في جلد الإنسان. وتساعد البؤر البصرّية الزائفة لدى بعض اليساريع في ترويع من يهاجمها، بينما تلوِّح بعض اليساريع بذيلها الذي يشبه السوط دفاعًا عن نفسها.
وعلى الرّغم من كلِّ هذه الدفاعات فإنّ قليلاً من اليساريع التي فقست يستطيع العيش حتى يبلغ مرحلة النّمو الكامل، إذ تأكله الحيوانات الأكبر. وتقتل بعض يرقات الذّباب والطُفيليات اليساريع وتتغذى بأجسامها.

## نمو
يكتمل نمو الفراشة خلال مرحلة اليسروع. وتخزن اليرقة الغذاء الذي تستخدمه لاحقاً في التّحول إلى حشرة كاملة. ولا تنمو الحشرة الكاملة أكثر من ذلك بعد نمو أجنحتها الوظيفية. وتُعَدُّ بعض اليرقات كدودة القّز من الحشرات القيّمة، بينما الأغلبية ليست كذلك. ففي بعض الأحيان تقضي اليساريع على العشب في الحقول وتعرّي الأشجار من أوراقها. وتُعَدُّ دودة الكرنب ويسروع فراشة الغجر ويسروع القطن ويسروع الجيش ويسروع مقصف السويقات من اليساريع الضارة.

## وصلات خارجية
- اليسروع الموسوعة المعرفية الشاملة.